# Pseudacteon curvatus
Pseudacteon curvatus är en tvåvingeart som beskrevs av Borgmeier 1925. Pseudacteon curvatus ingår i släktet Pseudacteon och familjen puckelflugor. Inga underarter finns listade i Catalogue of Life.